# Miss Nikkei Perú
Miss Nikkei Perú (o simplemente Miss Nikkei) es un título de belleza femenina. También se conoce así al certamen que lo confiere. Se trata de un espectáculo realizado por Sakura Entertainment, con el patrocinio y auspicio de instituciones de la comunidad, entre otras. El objetivo es mostrar la belleza y encanto de la mujer peruana con raíces japonesas, resaltando la fusión que estos dos pueblos han sabido crear a lo largo de más de 100 años de mestizaje sociocultural. 

## Historia
La primera edición "Miss Nikkei Perú" fue organizado por Prensa Nikkei en 1980, con motivo del centenario de la inmigración japonesa al Perú. Sakura Entertainment retoma la producción del concurso tras más de una década de receso. Diez candidatas se presentaron ante la prensa el 16 de noviembre de 2011. La gala tuvo como jurado calificador a la diseñadora Sumy Kujón, el periodista Gonzalo Iwasaki, el presidente del APJ Luis Huemura, la presidenta del Funjikai Olga Oka y las reinas de belleza: Marina Mora, Karen Schwarz y Tami Tsunami; finalizando con la coronación de Sayuri Tamashiro el 4 de diciembre.

Para la siguiente edición, nuevamente se presentaron diez chicas el 20 de agosto de 2012, y culminó el 13 de octubre con la elección de Hiromi Hironaka.

### Sistema de competencia
Algunas de las reglas básicas son las siguientes:
- Que sea del género femenino.
- Que sea nikkei.
- Que tenga entre 18 y 28 años de edad en el año del concurso.
- Que nunca haya estado casada.
- Que no tenga hijos.

### Ganadoras
| Edición | Año  | Miss Nikkei Perú        | Título        |
| ------- | ---- | ----------------------- | ------------- |
| III     | 2012 | Hiromi Hironaka Olivera | Miss Kumamoto |
| II      | 2011 | Sayuri Tamashiro Vélez  | Miss Motobu   |
| I       | 1999 | Tami Tsunami Lártiga    | Ninguno       |

### Finalistas
| Edición | Año  | Primera Princesa | Segunda Princesa |
| ------- | ---- | ---------------- | ---------------- |
| III     | 2012 | Miyuki Toi       | Denisse Ikeda    |
| II      | 2011 | Andrea Matsuda   | Harumi Nemoto    |
| I       | 1999 | Gisela Rojas Eda | Patricia Azama   |

### Tabla de clasificación
| Rango | Kenjikai y Shi-Cho-Son | Miss Nikkei Perú | Primera Princesa | Segunda Princesa | Total |
| ----- | ---------------------- | ---------------- | ---------------- | ---------------- | ----- |
| 3     | Fukuoka-ken            | 0                | 0                | 0                | 0     |
| 2     | Gunma-ken              | 0                | 1                | 0                | 1     |
| 3     | Gushikawa-shi          | 0                | 0                | 0                | 0     |
| 3     | Hiroshima-ken          | 0                | 0                | 0                | 0     |
| 1     | Kagoshima-ken          | 0                | 1                | 1                | 2     |
| 2     | Kumamoto-ken           | 1                | 0                | 0                | 1     |
| 2     | Motobu-chō             | 1                | 0                | 0                | 1     |
| 3     | Nishihara-chō          | 0                | 0                | 0                | 0     |
| 3     | Okinawa-shi            | 0                | 0                | 0                | 0     |
| 2     | Shizuoka-ken           | 0                | 0                | 1                | 1     |
| 3     | Yamanashi-ken          | 0                | 0                | 0                | 0     |
| 3     | Uruma-shi              | 0                | 0                | 0                | 0     |